# Oeax subaequalis
Oeax subaequalis es una especie de escarabajo longicornio del género Oeax, subfamilia Lamiinae. Fue descrita científicamente por Breuning en 1955.
Se distribuye por Sudáfrica. Posee una longitud corporal de 12 milímetros.